# Korita (Bohinj)
Korita so potok, ki svoje vode zbira pod južnimi pobočji gore Ratitovec. V zgornjem toku (do Bitenjske planine) se imenuje tudi Bitenjski graben. Vzhodno od vasi Nomenj se kot desni pritok izliva v Savo Bohinjko.